# Агриопа
Агриопа је у грчкој митологијији било више личности.

## Етимологија
Име Агриопа има значење „свирепог лица“. Због овог значења, стари Грци су тим именом називали и богињу Хекату.

## Митологија
- Била је нимфа, Орфејева супруга. Неки аутори су је називали Еуридика.[3] Супруга Орфеја је добила име Агриопа у верзији коју је дао Атенеј, а који је пренео стихове песника Хермесијанакса (330. п. н. е.) у којима је описано њено спасавање из Хада. Њу је спасио Орфеј, „наоружан“ само својом лиром. Триста година касније, њено име је променио Вергилије.[4]
- Неки извори је наводе као Агенорову супругу, мада је њено име можда било и Телефаса.[5]

## Биологија
Латинско име ових личности (Agriope) је синоним за род Aglossa у оквиру групе лептира.

## Напомена
У грчкој митологији се појављује личност са именом Аргиопа.